# سعدی از دست خویشتن فریاد
سعدی از دست خویشتن فریاد  نام کتابی است از عباس کیارستمی فیلم‌نامه‌نویس، تهیه‌کننده و کارگردان معروف ایرانی که در سال ۱۳۸۶ منتشر شد. او در این کتاب خود، به همان سبک کتاب حافظ به روایت کیارستمی گلچینی از غزلیات سعدی را ارائه داده‌است. و نام کتاب را نیز از این بیت سعدی به عاریت گرفته‌است:
| همه از دست غیر ناله کنند |  | سعدی از دست خویشتن فریاد |

در شعر فارسی، اشعاری است که تنها در یک بیت شاعر منظور خود را به به روشنی بیان می‌کند. شعر سعدی نیز دارای چنین ابیاتی است که غالباً در انتهای کلیات او آمده‌است. این تک بیت‌ها و حتی تک مصراع‌های سعدی به خودی خود کامل هستند و مملو از نکات و ریزبینی‌های کم‌نظیر می‌باشند.
در کتاب سعدی از دست خویشتن فریاد، کیارستمی این ابیات را گردآوری کرده‌است و مجموعه زیبایی فراهم نموده تا خواننده با اشعار سعدی آشنایی بیشتری پیدا کند. کیارستمی در مورد کتاب خود می‌گوید:«انتخاب من از آثار سعدی و حافظ بر این اساس بود که مصرع‌های ابیاتی را که سرشار از مفهوم باشند و با بیت یا مصرع قبل و بعد هم ارتباط معنایی نداشته باشند پیدا کرده و به صورت مقطع بنویسم تا کمی از با آهنگ ادا کردن آن نیز کاسته شود...» 